# Miquel de Ballester
Miquel de Ballester (Tarragona 1436 - La Hispaniola, posterior a 1516) fou un militar i navegant català. El setembre de 1493 acompanyà Cristòfor Colom en el seu segon viatge a Amèrica. Colom el nomenà alcaid de la Fortalesa de la Concepció, a l'illa de La Hispaniola on fundà el primer ingenio, que contribuí a la introducció de la indústria de la canya de sucre a Cuba.
Durant la revolta de Francisco Roldán contra Colom l'octubre del 1498, va fer costat l'almirall però aconseguí una concòrdia provisional entre els dos, raó per la qual l'octubre del 1499 Colom l'envià a la cort reial amb un memorial sobre la situació a l'illa, que juntament amb el que també envià Roldán, determinaren l'enviament del jutge Francisco de Bobadilla a Amèrica, qui empresonà Colom i l'envià a l'Espanya.
Ballester acompanyà Colom i intentà gestionar una millora de la seva situació a Amèrica. Posteriorment, amb la recomanació del descobridor, el 1500 fou nomenat procurador de Diego Colom i governador de Santo Domingo.

## Indústria del Sucre

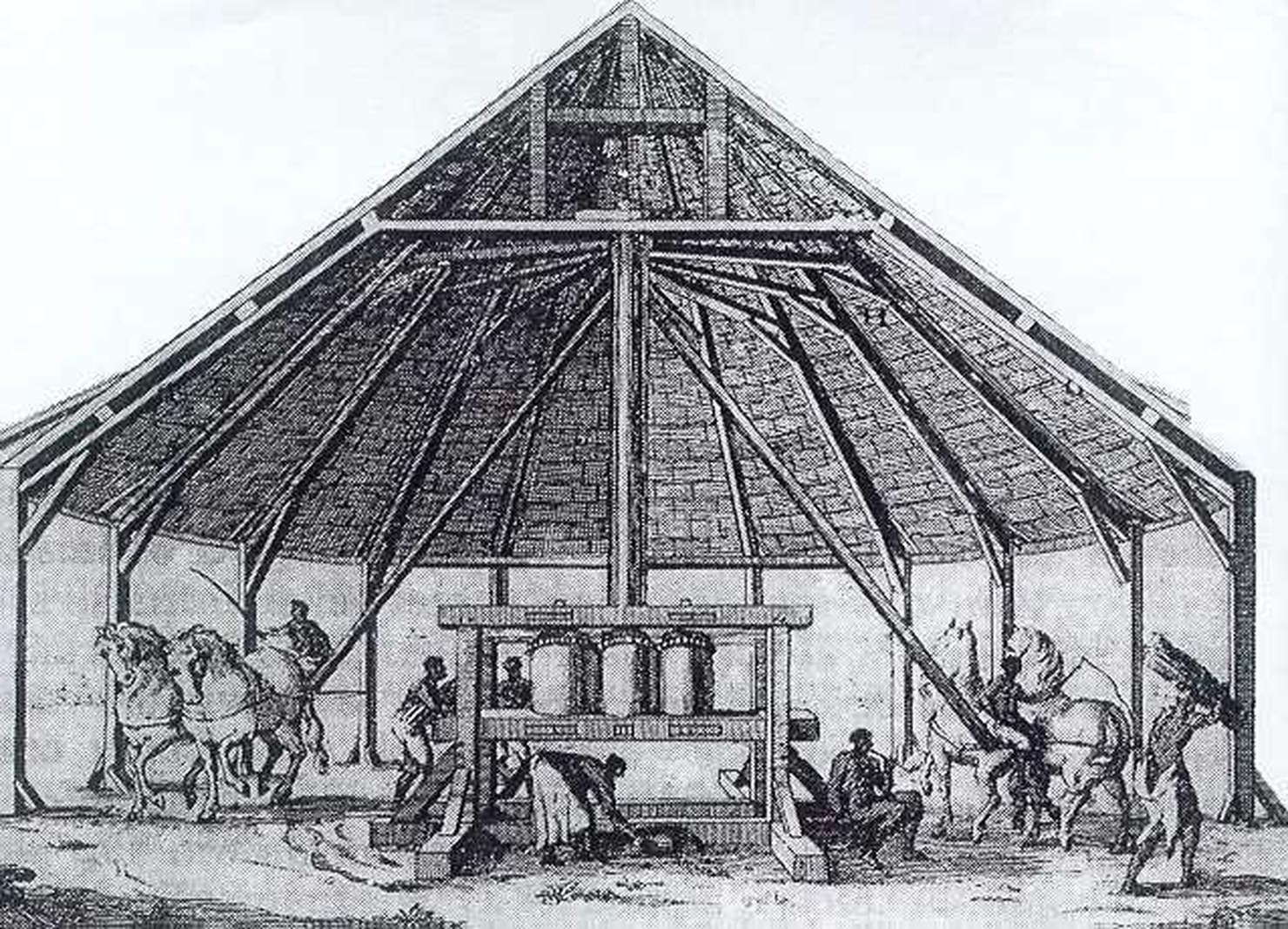
Trapig a l'illa de La Hispaniola en un gravat del segle XVII

El pare Casaus escriu que el bachiller Vellosa "alcanzó a hacer uno que llaman" trapiche, que és un molí mogut per cavalls, a on les canyes es premsen i se'ls treu el suc amb el que fa el sucre. El Trapig o «trapiche» substituïa processos de moldre molt més primitius que originalment s'havien usat a Egipte i estaven fetes per premsar olives". Aquesta tècnica es feia servir a la Corona d'Aragó i en especial a Gandia.
El cronista Pere Màrtir d'Angleria, el 1514 escriu que "vint anys després del descobriment del Nou Món existien en La Espanyola vint-i-vuit plantacions de canya amb els seus corresponents trencs de elaboració anomenats "trapiches o ingenios" i l'escriptor Carlos Martí, fa referència al primer molí espremedor o "trapiche" de Miquel Ballester situat a San Cristóbal, de la República Dominicana, prop de la boca del riu Nigua.
Miquel Ballester consta amb el domini de 35 comandats en quatre comandes situades dins la regió de La Buenaventura. Una de les darreres dades que tenim de Miquel Ballester ens la serveix el cronista dels Reis Catòlics, Gonzalo Fernández de Oviedo, que dona notícia de les plantacions de canya de sucre i "trapiches" de l'illa La Española l'any 1516, esmentant entre elles la de San Cristóbal, propietat de l'alcalde Miquel Ballester, llavors de vuitanta anys.